# Uroleucon fallacis
Uroleucon fallacis är en insektsart. Uroleucon fallacis ingår i släktet Uroleucon och familjen långrörsbladlöss. Inga underarter finns listade i Catalogue of Life.